# Rose Maylie
Rose Fleming Maylie è un personaggio letterario creato da Charles Dickens per il suo romanzo Le avventure di Oliver Twist. È la zia materna di Oliver.

## Biografia
Rose è una orfana cresciuta dalla madre adottiva, la signora Maylie. Bill Sikes e Toby Crackit, due ladri, cercano di far irruzione nella casa dei Maylie, accompagnati dal riluttante Oliver. Oliver viene ferito da un colpo di pistola sparato dal maggiordomo di casa, Giles, e abbandonato durante la fuga da Toby e Bill. Quando Oliver barcolla indietro fino alla casa e crolla svenuto davanti all'ingresso, Rose lo aiuta. Dopo aver ascoltato la storia di Oliver, Mrs. Maylie, Rose, e il loro amico di famiglia, Dott. Losberne, decidono di curarlo in casa loro e di dare credito alla sua buona fede.

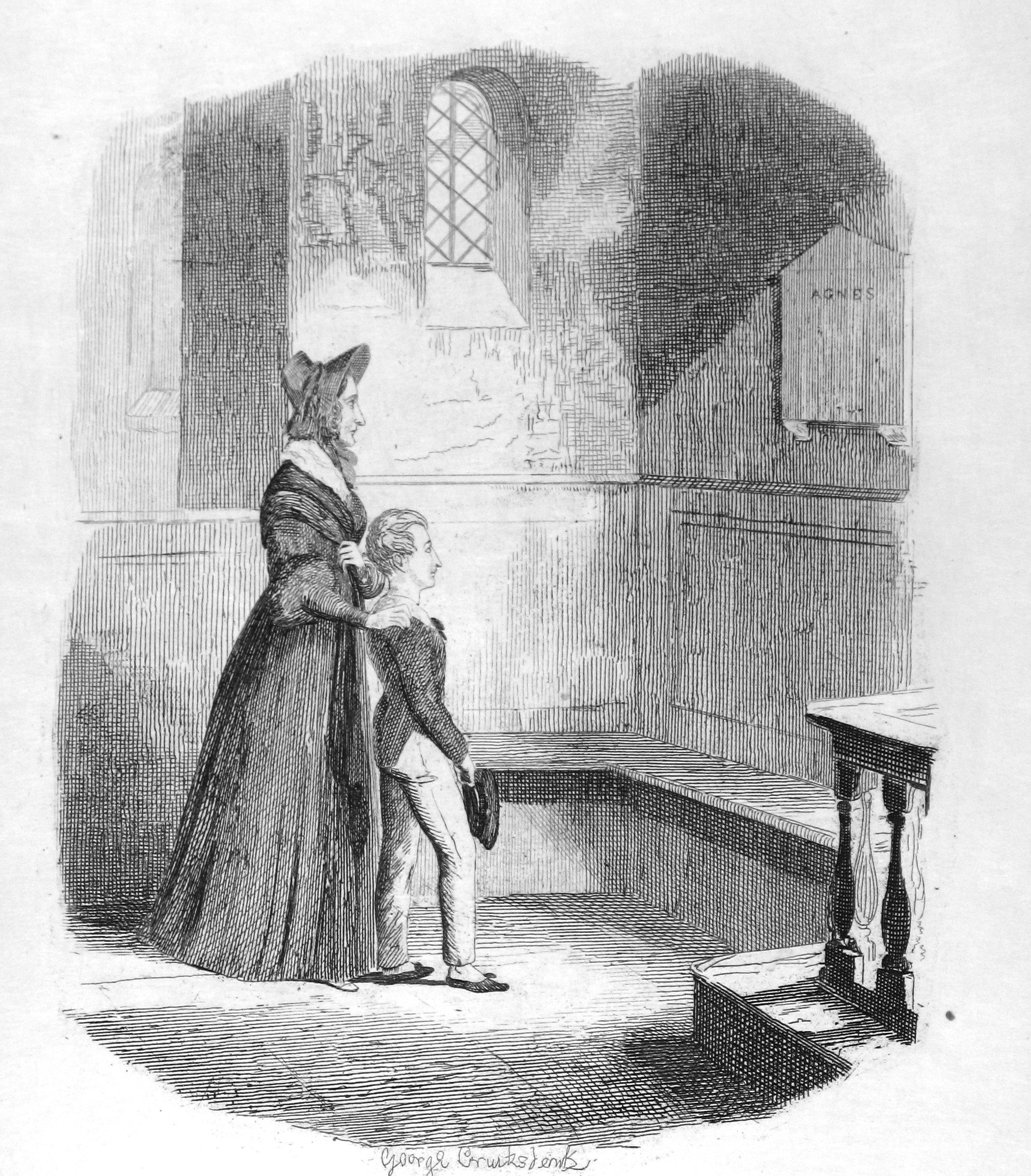
Rose Maylie e Oliver Twist, illustrazione di George Cruikshank.

Quando Rose si ammala gravemente, riceve la visita di Harry Maylie, il figlio di Mrs. Maylie. Al suo capezzale, lui le chiede di sposarlo, ma lei rifiuta perché non vuole danneggiare la carriera di lui, sapendo di essere un'orfana adottata. Harry aspira a una carriera politica, e Rose pensa che se la sua storia venisse a galla, potrebbe danneggiare Harry. Quindi manda via Harry, ma accetta che egli le richieda di sposarlo tra un anno, se ancora convinto di volerlo.
Durante la separazione, la famiglia Maylie si reca in visita a Londra. Nancy, avendo carpito una conversazione tra Monks e Fagin, scopre una macchinazione ai danni di Oliver. Rivela tutto il malvagio piano a Rose, che in collaborazione con Mr. Brownlow si adopera per salvare Oliver. L'incontro tra Nancy e Rose mette in risalto la differenza sociale delle due donne, diversissime anche se entrambe orfane. Mentre Nancy percepisce la bontà d'animo e la purezza di Rose, sa anche che non sarà mai in grado di abbandonare Bill Sikes e sente che la salvezza morale per lei è preclusa per sempre. Quando poi Bill, erroneamente pensando lo avesse denunciato, uccide brutalmente Nancy, lei muore tenendo in mano il fazzoletto ricevuto in regalo da Rose come simbolo della sua purezza.
Alla fine della storia Mr. Brownlow rivela a Rose che lei è la figlia di un ufficiale di Marina in pensione che era un buon amico del padre di Oliver, e che la sua sorella maggiore, Agnes Fleming, diventò la madre di Oliver. Quando Agnes rivelò a suo padre che era rimasta incinta, lui fuggì insieme ad Agnes e Rose per nascondere la vergogna a parenti e amici. Poco dopo la morte di Agnes, suo padre morì anch'egli, lasciando Rose orfana e in una città straniera. Successivamente, Mrs. Maylie ebbe pietà di lei e la prese sotto le sue cure crescendola come fosse una figlia propria.
Per conquistare il cuore di Rose e vincere le sue perplessità circa il matrimonio, Harry getta alle ortiche le sue ambizioni politiche. Quindi Rose e Harry si sposano e vivono una vita tranquilla e felice.

## Ispirazioni
Rose Maylie è molto simile al personaggio di Lucie Manette presente in un altro celebre romanzo di Dickens, Racconto di due città.
La caratterizzazione del personaggio di Rose Maylie è basata sulla reale cognata di Dickens, Mary Hogarth. Dickens, distrutto dalla morte di lei, che avvenne mentre stava scrivendo il romanzo, inserì il personaggio di Rose Maylie nel libro per tributarle un omaggio.

## Teatro, cinema, televisione
Il personaggio di Rose Maylie è stato completamente eliminato nel musical Oliver! e nel film tratto da esso. Manca anche nelle versioni cinematografiche del 1948 e del 2005.
| Anno | Rose Maylie        | Media       | Titolo                                                                                       |
| ---- | ------------------ | ----------- | -------------------------------------------------------------------------------------------- |
| 1910 | Marie Dornay       | cinema      | L'Enfance d'Oliver Twist, cortometraggio muto (Francia, 1910), diretto da Camille de Morlhon |
| 1912 | Lillian DeLesque   | cinema      | Oliver Twist, film muto (USA, 1912), prodotto dalla General Film Publicity & Sales Co.       |
| 1912 | Flora Morris       | cinema      | Oliver Twist, film muto (GB, 1912), diretto da Thomas Bentley                                |
| 1919 | Margit von Banlaky | cinema      | Oliver Twist (Twist Olivér), film muto (Ungheria, 1919), diretto da Márton Garas             |
| 1922 | Gertrude Claire    | cinema      | Oliviero Twist (Oliver Twist), film muto (USA, 1922), diretto da Frank Lloyd                 |
| 1933 | Barbara Kent       | cinema      | Oliver Twist, film (USA, 1933), diretto da William J. Cowen                                  |
| 1962 | Gay Cameron        | televisione | Oliver Twist, mini-serie TV (GB, 1962), diretta da Eric Tayler                               |
| 1982 | Eleanor David      | televisione | Oliver Twist, film TV (GB, 1982), diretto da Clive Donner                                    |
| 1999 | Keira Knightley    | televisione | Oliver Twist, mini-serie TV (GB 1999), in 4 episodi, diretta da Renny Rye                    |
| 2007 | Morven Christie    | televisione | Oliver Twist, miniserie TV (GB-USA, 2007), diretta da Coky Giedroyc                          |